# زنستان (رمان)
زنستان (انگلیسی: Herland)، یک رمان آرمان‌شهری فمینیستی است که در سال ۱۹۱۵ توسط فمینیست آمریکایی شارلوت پرکینز گیلمن نوشته شده است. این کتاب یک جامعۀ ایزولۀ متشکل از زنان را توصیف می‌کند که در آن زنان به‌صورت بکرزایی و از طریق نوعی تولید مثل غیرجنسی، بدون دخالت مردان بچه‌دار می‌شوند. در نتیجه یک نظم اجتماعی ایده‌آل ایجاد می‌شود: عاری از جنگ، درگیری و سلطه. این رمان نخستین بار در بخش‌های پیاپی به‌صورت سریال ماهانه در سال ۱۹۱۵ در مجلۀ فوررانر به چاپ رسید که توسط گیلمن بین سال‌های ۱۹۰۹ و ۱۹۱۶ نوشته و سردبیری می‌شد. دنبالۀ آن نیز با عنوان با او در باهمستان بلافاصله پس از آن در شمارۀ ژانویۀ ۱۹۱۶ آغاز شد. زنستان اغلب به عنوان جلد میانی در سه‌گانۀ اتوپیایی او در نظر گرفته می‌شود و جنباندن کوه (۱۹۱۱) پیش از آن نوشته شده بود. رمان زنستان تا سال ۱۹۷۹ به صورت کتاب منتشر نشده بود.

## ترجمه به فارسی
رمان زنستان توسط نوشین احمدی خراسانی به فارسی ترجمه و با مشخصات زیر به چاپ رسیده است:
- پرکینز گیلمن، شارلوت، زنستان، ترجمۀ نوشین احمدی خراسانی، تهران: نشر توسعه، چاپ اول: ۱۳۸۸.